# Terry McAuliffe

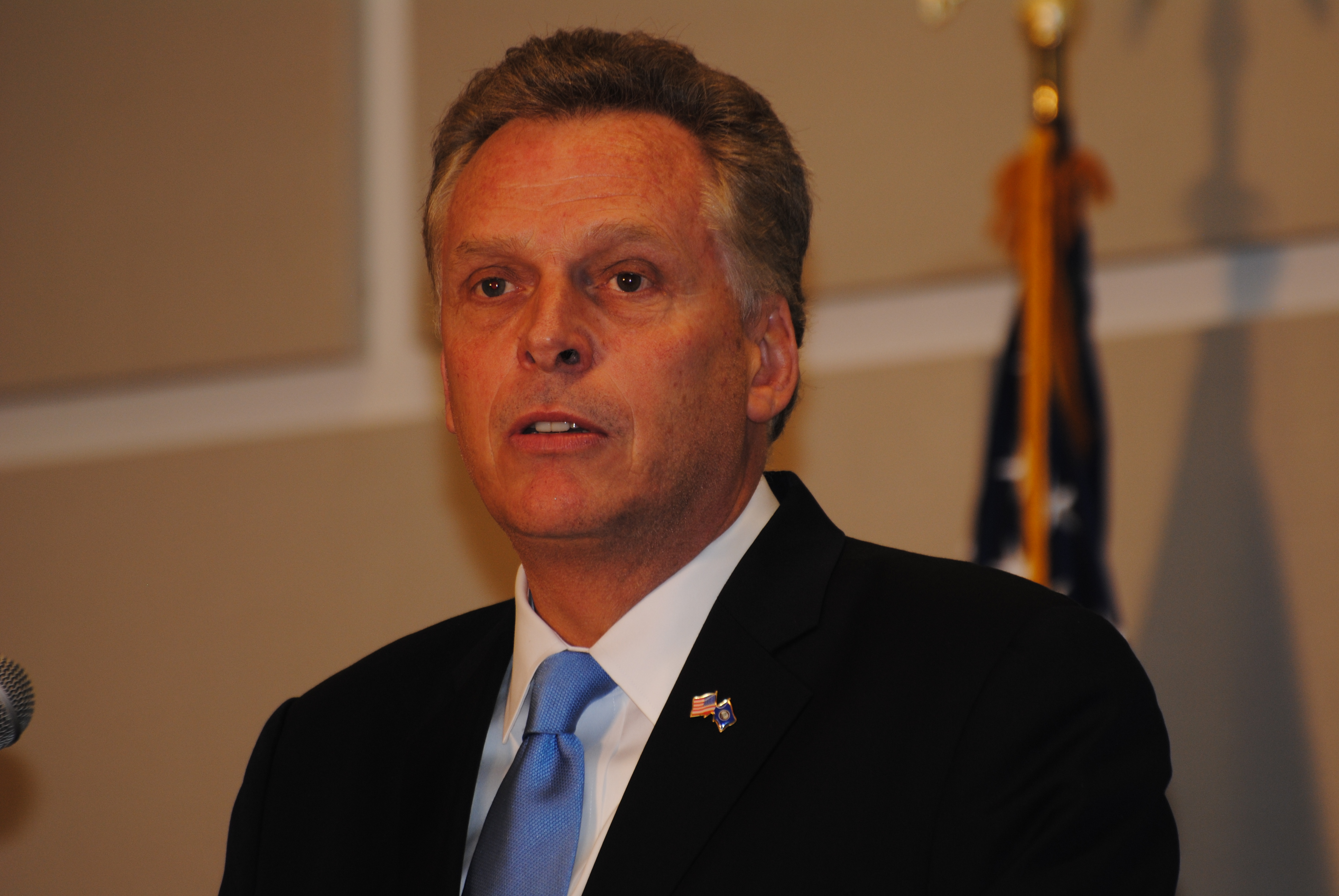

Terrence Richard (Terry) McAuliffe (ur. 9 lutego 1957 w Syracuse w stanie Nowy Jork) – amerykański polityk, działacz Partii Demokratycznej, przedsiębiorca.
W latach 2001–2005 był przewodniczącym Krajowego Komitetu Partii Demokratycznej. Od 11 stycznia 2014 do 12 stycznia 2018 pełnił funkcję gubernatora Wirginii. W latach 2016–2017 zajmował stanowisko przewodniczącego Narodowego Stowarzyszenia Gubernatorów.
8 października 1988 poślubił Dorothy Swann. Para ma pięcioro dzieci.